# 4821苏修特务案
4821苏修特务案，是文革期间涉及21位1948年集体留学苏联的中共高级干部子女的冤案，文革后获得平反。

## 背景
1948年初，中共中央决定抽调一批能力突出、政治可靠的青年干部，留学苏联接受高等教育，培养成技术专家，将来建设中国。派遣工作由中共中央东北局具体负责。经过筹划，中共中央东北局决定将派遣人员的范围定为烈士及高级干部子弟，共21人。这21人是：
- 叶正大（叶挺长子）
- 叶正明（叶挺次子）
- 叶楚梅（叶剑英之女）
- 李鹏（李硕勋之子）
- 朱忠洪（王稼祥义子）
- 任岳（任铭鼎之女）
- 任湘（任作民之子）
- 江明（高岗外甥）
- 刘虎生（刘伯坚之子）
- 杨廷藩（杨棋之子）
- 萧永定（萧劲光之子）
- 邹家华（邹韬奋之子）
- 张代侠（张宗适之子）
- 林汉雄（张浩（林育英）之子）
- 罗西北（罗亦农之子）
- 罗镇涛（罗炳辉之女）
- 项苏云（项英之女）
- 贺毅（贺晋年之子）
- 高毅（高岗之子）
- 崔军（崔田夫之子）
- 谢绍明（谢子长之子）[1]

这21人中，有13人是烈士遗孤；有4人是女性。21人中有19人是中共党员，根据上级要求组成了一个党支部，直属中共中央东北局领导。大家选出谢绍明、李鹏、崔军三人为党支部委员，谢绍明任支部书记，中共党组织又指定谢绍明为带队人。因21人中仅罗西北掌握俄语，所以让罗西北担任翻译并负责与苏联共产党中央的联络工作。
1948年8月下旬，21人在赴苏联前夕，中共中央东北局在哈尔滨国际俱乐部召开饯行会，中共中央东北局领导高岗、林彪、陈云、李富春等人出席。在饯行会上，中共中央东北局副书记李富春代表中共党组织讲话，对21人提出了希望及要求，并明确了三条纪律：“其一，必须刻苦学习，圆满完成学业；其二，专业学习，要根据祖国建设的需要选择；其三，留学期间，要集中精力学习，不准谈恋爱。”在讲到第二条纪律时，高岗、林彪要求21人学好技术，不用在苏联学政治、军事，以便在即将结束的内战之后建设国家。
1948年9月2日，21人乘火车从哈尔滨启程赴苏联。1948年9月21日，抵达莫斯科。不久，21人被安排到距离莫斯科300余公里的伊万诺沃补习俄语，直至1949年7月。“4821”党支部在苏联伊万诺沃期间，向中国国内的中共党组织反映了伊万诺沃国际儿童院部分中国儿童的情况，某种程度上促成了中共中央决定将这批中国儿童接回国内。此外，“4821”党支部还在伊万诺沃国际儿童院图书馆发现了一批档案，其中有一些罕见照片，有长征干部写的回忆录，有这些干部在苏联学习时的笔记，还有第三国际时期档案，“4821”党支部将这一情况反映给中共中央东北局，建议收集整理后运回中国保存。
1949年9月前后，21人分别进入不同大学，选择了专业，开始大学学习。
受列宁“苏维埃政权加上全国电气化就是共产主义”之语的影响，为将来回国后能把一个大型水电站的勘探、设计、施工、安装、调试、发电全包下来，李鹏、林汉雄、罗西北、贺毅、崔军一起进入苏联莫斯科动力学院水电系学习。其中，李鹏、林汉雄学习水轮机、发电机专业，崔军、贺毅学习水工筑坝专业，罗西北学习水能规划、水能利用专业。萧永定晚一年也进入该学院电机系学习。
邹家华、刘虎生、张代侠等人进入莫斯科鲍曼工学院（莫斯科机械学院），这是六年制理工大学。
叶正大、叶正明、朱忠洪等人进入莫斯科航空学院。叶正大、叶正明兄弟选择航空专业，一是考虑新中国成立后将发展航空事业，二是因为1946年四八空难使他们的父母、弟妹全部丧生。
谢绍明、叶楚梅报考莫斯科大学；杨廷藩、任岳、罗镇涛等人报考莫斯科财经学院（后来任岳转到理工科大学）；项苏云报考莫斯科纺织学院；江明报考莫斯科农学院；任湘报考地质学院。
当时任弼时对前来看望他的任湘、任岳说：“我不主张中国派到苏联的留学生学习政治。因为过去中国到苏联学习政治的人，往往犯教条主义的错误。”“我也不赞成中国派到苏联的留学生学习文科。中国派到苏联的留学生应该学习工科，学习工业。至于具体学习哪一门，可以根据个人兴趣和特长来选择。”因此任湘才由报考莫斯科纺织学院改报莫斯科地质学院，任岳后来由莫斯科财经学院转到理工科大学。
1950年2月17日晚，在中华人民共和国驻苏联大使馆，正在苏联访问的毛泽东和周恩来接见了留苏学生。毛泽东给项苏云、张代侠、任湘、叶正大、林汉雄、崔军等人分别题词：“光明”“努力向前”“开发矿业”“建设中国的强大空军”“我们需要电气建设，希望努力学习”“发展电业”，并给留苏学生集体题词：“为人民服务”。周恩来给每个人及留苏学生集体的题词均为“艰苦奋斗，努力学习”。为集体题词后，毛泽东在掌声中发表讲话：“我希望你们在留学期间要做到三件事情：第一，要努力学习，学习、掌握建设祖国的真本领；第二，要艰苦奋斗，因为我们的国家还很穷，你们在生活上不要同苏联同学攀比；第三，要锻炼好身体，如果没有好的身体，即使你们学了很多的知识，将来回国以后也不能为祖国的建设服务。”
在21人中，有两人因病未完成学习，他们是谢绍明、叶楚梅。其中，谢绍明抵达苏联后，患上肺病，到1950年被迫中途退学，归国治疗。谢绍明归国前，召集21人开会，传达中共上级组织的指示，并交待工作。经民主选举，李鹏、邹家华、任湘三人当选为支部委员，组成新的支部委员会，由李鹏任支部书记。此后，李鹏又当选为学生会主席。叶楚梅因病情恶化，吐血严重，康克清来苏联访问回国时便将病中的叶楚梅带回了中国。此外，高毅1951年底提前回国进入哈尔滨工业大学。
1950年8月至9月间，中华人民共和国派出的首批留苏学生到达莫斯科，全体留学生由中华人民共和国驻苏联大使馆留学生管理处管理，“4821”党支部遂解散，与新来的中共党员结合，按照所在的各个学校重新组织了中共党支部，“4821”党支部与中共中央东北局的关系也自此告终。后来，李鹏被中华人民共和国驻苏联大使馆指定担任中国留苏学生会总会主席，并且参加大使馆的留学生党委。
在毕业考试中，21人中完成学业的19人的成绩大多是5分（苏联实行5分制），最差的也是4分，其中罗西北以全部课程5分的优异成绩毕业。
1954年前后，19人毕业回国。大家纷纷表示愿意到基层、到艰苦地方工作。当时，领导安排李鹏在机关当秘书，李鹏明确表示愿去基层工作，最后被分配到吉林丰满发电厂。邹家华、叶楚梅一起到沈阳第二机床厂；谢绍明到哈尔滨飞机工厂；叶正大、叶正明到沈阳飞机厂；贺毅起初被分配到水电总局北京勘测院，但他要求到基层，乃与崔军一起去了江西上犹江围堰工区；罗西北起初在中华人民共和国燃料工业部水电总局北京水电院工作两年，1955年底到成都水电勘测设计院工作10年；林汉雄被分配到北京，但他自愿来到北京官厅水库工作。

## 案件
1950年代末期后，中苏交恶，留苏人员在中国国内变得越来越不受信任。后来中国指责苏联搞“修正主义”，成了苏修，双方关系变得极为紧张。
文化大革命爆发后，大批中共高级干部受到冲击和迫害，21人中许多是中共高级干部子弟。同期发生了许多牵涉中共高层的政治案件。“4821”苏修特务案成了由康生主抓、中央专案审查小组第三办公室立案的大案。当年的21人被全部指控为“4821”苏修特务组织成员，无一漏掉。所有人不是被隔离审查，就是被逮捕监禁。康生等人亲自下达了抓捕罗西北、崔军等人的指令。
水电系统是文革重灾区。1966年文革爆发时，罗西北作为刘家峡水电工程局总工程师正领导黄河刘家峡水电站的建设。因为自身没有什么把柄，所以从1966年到1968年，罗西北没被贴过一张大字报，成了刘家峡水电工程局唯一幸免的领导干部。1968年6月，罗西北突然被说成“隐藏最深最深的阶级敌人”，批判罗西北的大字报一夜间贴满刘家峡水电工程局大院。此后，罗西北被勒令劳动。后来又被关押在单间“牛棚”里，被专案组勒令交代历史，专案组反复折磨罗西北以逼问口供。
文革爆发时，崔军任黄河青铜峡水电工程局副总工程师兼质量处理办公室主任。文革爆发后，1967年崔军被说成“杀人犯”、“苏修特务”，被抄家，关进牛棚失去自由。此后被接连游街、批斗，遭受折磨。
“4821”其他人也都受到审查和折磨。谢绍明在沈阳遭到隔离审查，每天干重体力活并接受批斗。邹家华被关押在“牛棚”，1968年和妻子叶楚梅被捕入狱，直到1970年后才出狱。朱忠洪在长春被打成“现行反革命”，精神受创，“文革”结束前后来北京后失踪。

## 平反
1980年6月22日，胡耀邦约见中华人民共和国电力工业部的李锡铭、李鹏谈话时，李鹏反映了“4821”的情况。胡耀邦要李鹏写出21人名单，李鹏当场写出19人。1980年6月23日，中共中央办公厅秘书局给中共中央组织部部长宋任穷送来了胡耀邦批转的该名单，胡耀邦在批示中让中共中央组织部考察了解名单上人员的情况。宋任穷于6月25日批转中共中央组织部几位副部长传阅，指示要进一步了解21人的情况。
1981年1月17日，中共中央组织部将21人的工作及表现汇总成册，报给胡耀邦审阅。胡耀邦看后，对其中13人的使用作出批示，要求“中组部同他们（21位同志）的上级联合起来考察一下”，“对他们适当安排”。其中，胡耀邦对李鹏的批示是：“我主张坚决提起来当部长。不提一些，不能转变风气。”谢绍明所在的第八机械工业部生产局对其评价很好，胡耀邦批示：“既然评价这么高，为什么不可当副部长？”胡耀邦在批示中还表示：“我感到其中的不少同志可能没有发挥他们的作用。要同他们的上级联合起来考察一下，才能看出对他们安排是否适当。”1981年2月，中央调整中华人民共和国电力工业部领导班子，李鹏任部长、党组书记。
在胡耀邦过问下，中共中央组织部于1982年1月向胡耀邦及中共中央书记处写出报告，认为“所谓‘4821苏修特务案’ 纯属冤假错案”，并宣布“平反”，全部推翻加在21位同志头上的不实之辞。经胡耀邦过问，除已经失踪的朱忠洪外，其他20人都得到了适当安排。截至1981年底，“4821”中被提拔为部长的有1人（李鹏），被提拔为副部级领导的有3人（邹家华、叶正大、贺毅），被定为副部级后备对象的有2人（林汉雄、谢绍明）；担任司局级职务的有7人（任湘、萧永定、杨廷藩、罗西北、叶楚梅、崔军、叶正明），准备提拔为副局级的有1人（刘虎生）；担任处级职务的有3人；工程师2人；一般干部1人。